# Zálužský hrad
Zálužský hrad je zaniklý hrad západně od Hořovic v okrese Beroun. Stával na táhlém návrší s nadmořskou výškou 424 metrů v katastrálním území Osek u Hořovic. Založen byl nejspíše ve čtrnáctém století a v první polovině šestnáctého století se uvádí jako pustý.

## Historie
Za prvního majitele hradu je považován Zbyněk ze Záluží, který zemřel okolo roku 1358. V roce 1353 se ve velkém sále konaly zásnuby Markvarta ze Záluží s Adličkou z Valdeka. Po nějakém čase Markvart Adličku opustil, a v roce 1357 se oženil s výrazně starší Vaňkou z Fursperka. Po sedmi letech opustil i ji, a žil znovu s Adličkou. Vaňka podala na Markvarta církevní žalobu, ale výsledek duchovního soudu neznáme.
Nejspíše v roce 1484 hrad získali páni z Gutštejna, kterým patřil nedaleký Žebrák a kteří u něj začali vybírat na silnici clo. Král Vladislav Jagellonský před rokem 1495 hrad věnoval bratrům Janovi a Kunatovi Pešíkům z Komárova, kteří ho připojili ke komárovskému panství. Hrad ztratil svou sídelní funkci a postupně zanikl. Později bylo hradní zdivo rozebráno na stavbu ovčína a na přelomu devatenáctého a dvacátého století na jeho místě vznikla rozhledna.

## Stavební podoba
O stavební podobě vzhledem k mladším zásahům téměř nic nevíme. August Sedláček zaznamenal šíjový příkop, za kterým stály pozůstatky hradby, členitou plochu hradního jádra a zeď s portálem, který byl znovu zasypán. Velkou část hradu poškodila výstavba vodárny v roce 1954, při jejíž stavbě bylo nalezeno torzo budovy z kvalitního zdiva. Předpokládá se, že příkop obepínal celý obvod hradu.